# اندیس ورده۲
ورده۲ یک اندیس غیرفلزی است که در حوالی شهر ساوه استان مرکزی قرار دارد و مادهٔ معدنی موجود در آن، بنتونیت است.سنگ میزبان این اندیس آهکهای مرجانی/بازالت / آندزیت است و دیرینگی آن به دوران الیگومیوسن می‌رسد. 